# Walter Hahn (Politiker)
Walter Hahn (* 5. Juli 1894 in Berlin; † 25. April 1978 ebenda) war ein deutscher Politiker (Zentrum, CDU).
Walter Hahn war ein Sohn eines Fuhrunternehmers und besuchte eine Volksschule. Er machte eine Lehre als Versicherungskaufmann. Im Ersten Weltkrieg wurde er 1914 eingezogen und geriet 1917 in Kriegsgefangenschaft. Nach der Entlassung 1920 trat er der Deutschen Zentrumspartei bei.
Nach dem Zweiten Weltkrieg trat Hahn 1945 der CDU bei und wurde Vorsitzender der CDU im Bezirk Prenzlauer Berg. Er wurde Verwaltungsangestellter beim Magistrat von Groß-Berlin. Bei der ersten Berliner Wahl 1946 wurde er in die Stadtverordnetenversammlung von Groß-Berlin gewählt, gleichzeitig war er stellvertretender Bezirksbürgermeister von Prenzlauer Berg. Hahn wechselte 1948 nach West-Berlin und wurde der Vorsitzende des Exilverbands der CDU Prenzlauer Berg. Nach der Wahl 1948 wurde er im März 1949 von der Bezirksverordnetenversammlung im Bezirk Schöneberg zum Bezirksstadtrat für Ernährung gewählt.